# メトロレール (西ケープ)
メトロレール (西ケープ)（英語: Metrorail Western Cape）は、南アフリカ共和国西ケープ州の通勤電車である。メトロレールの地域運行となっている。

## 概要
南アフリカ旅客鉄道公社によって西ケープ州のケープタウン大都市圏を運行する路線であり、4路線、総延長は460 km、122駅に及ぶ。地域に密着した交通機関で「比較的安全に利用できる」とされ、観光局などは外国人への積極的な利用を促している。 そのうち、南部線、中央線、ケープフラッツ線が主にケープタウン市内を走り、北部線はケープタウン市外まで走る中距離路線となっている。

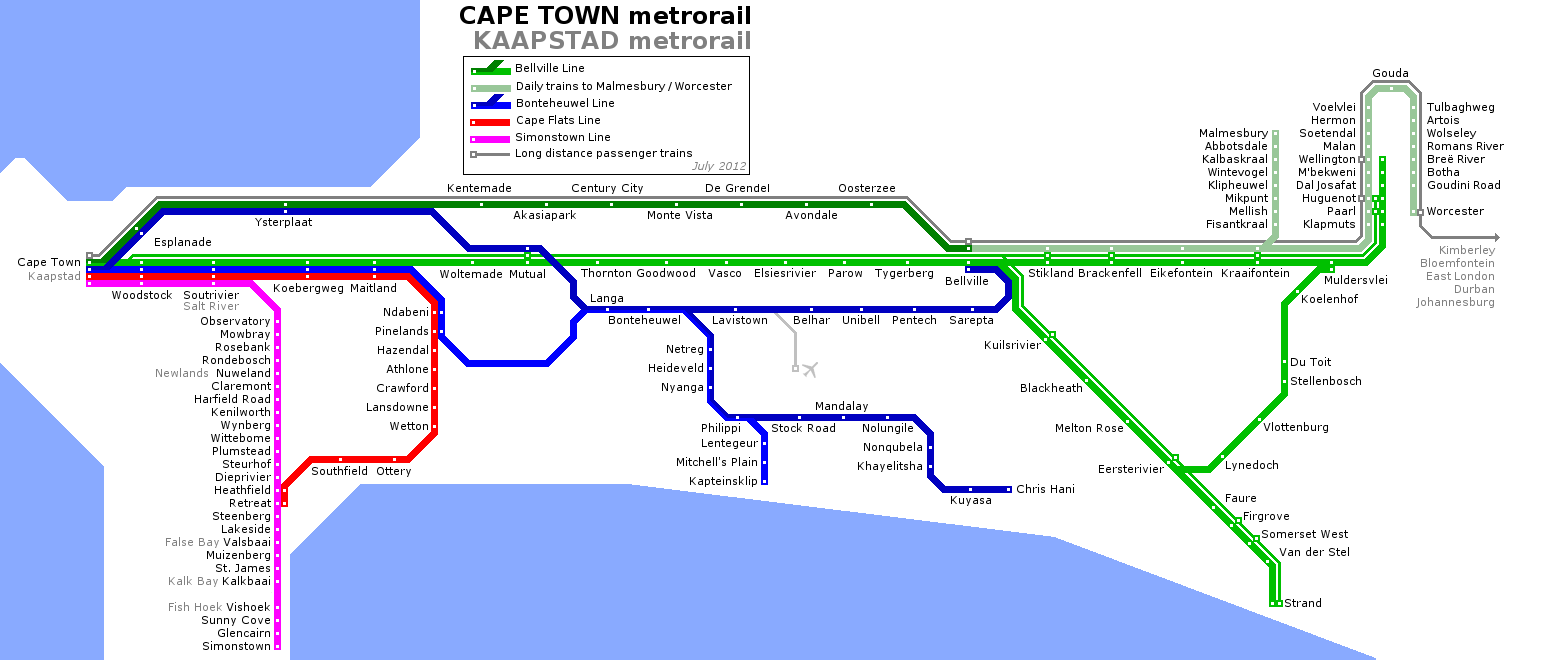
メトロレール・西ケープ路線図

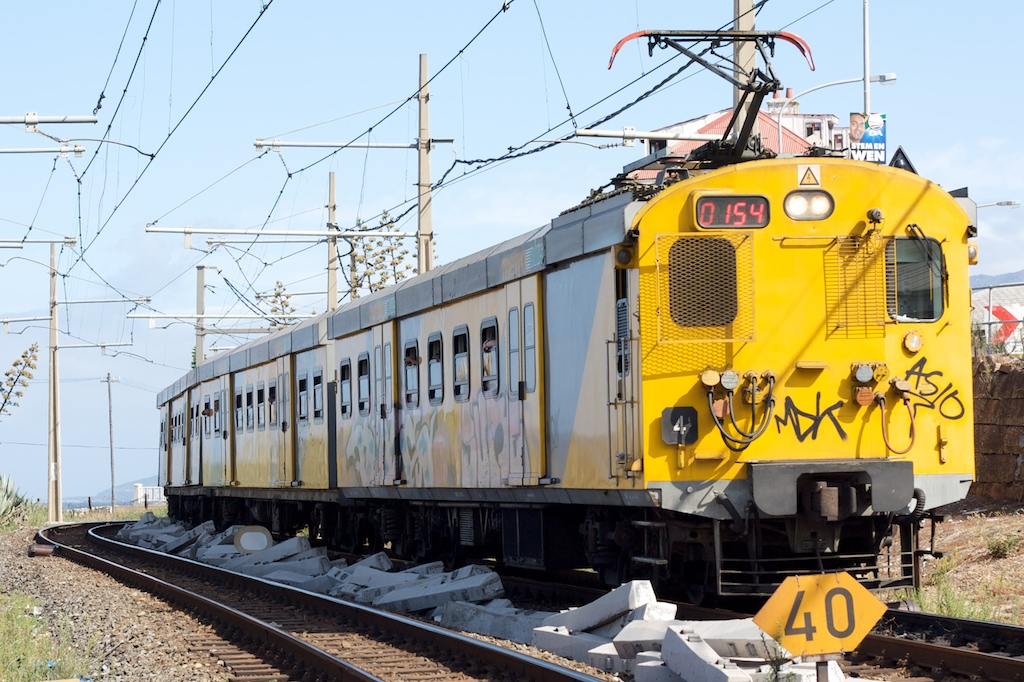
Kalk Bay駅付近

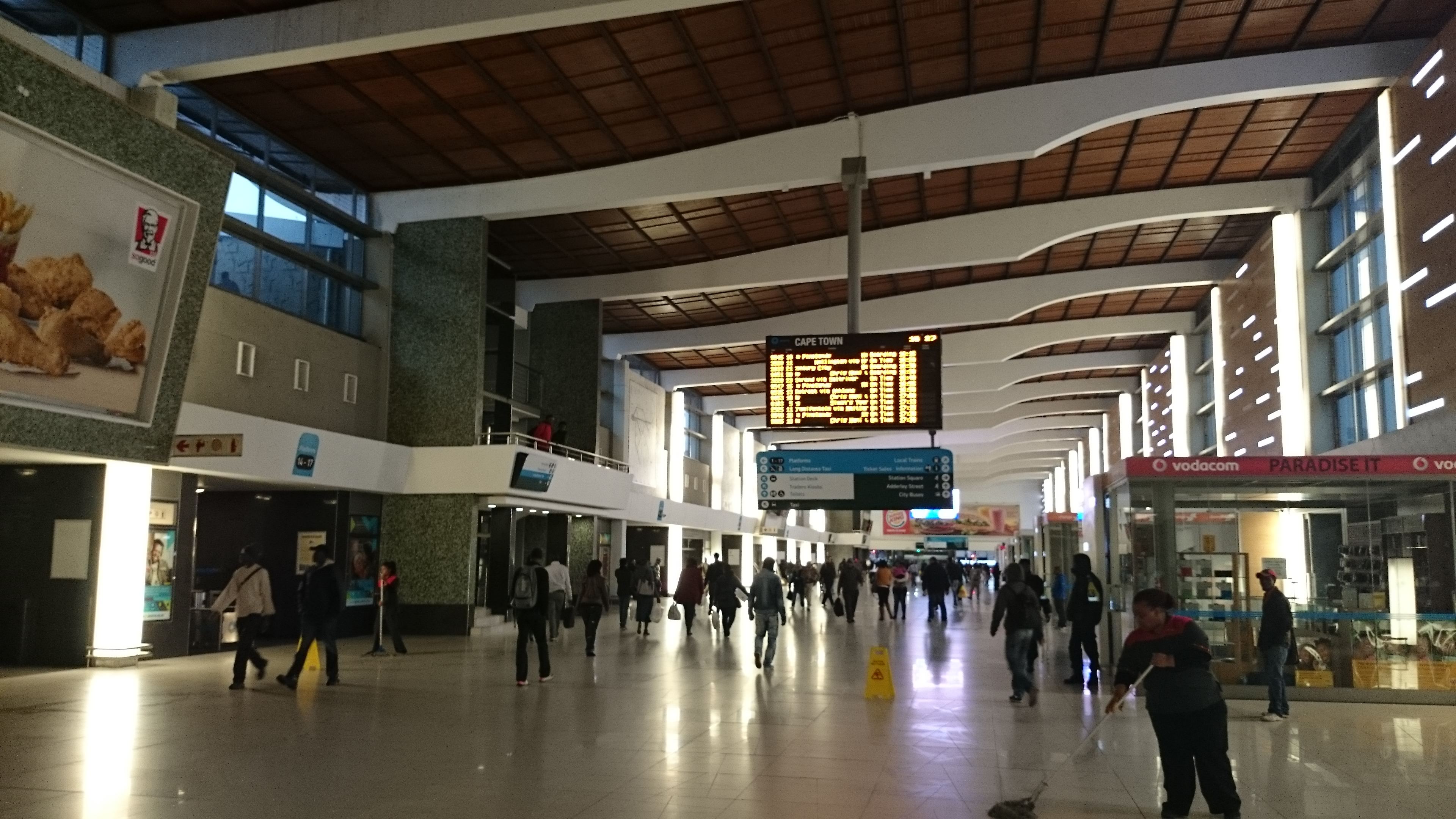
ケープタウン中央駅

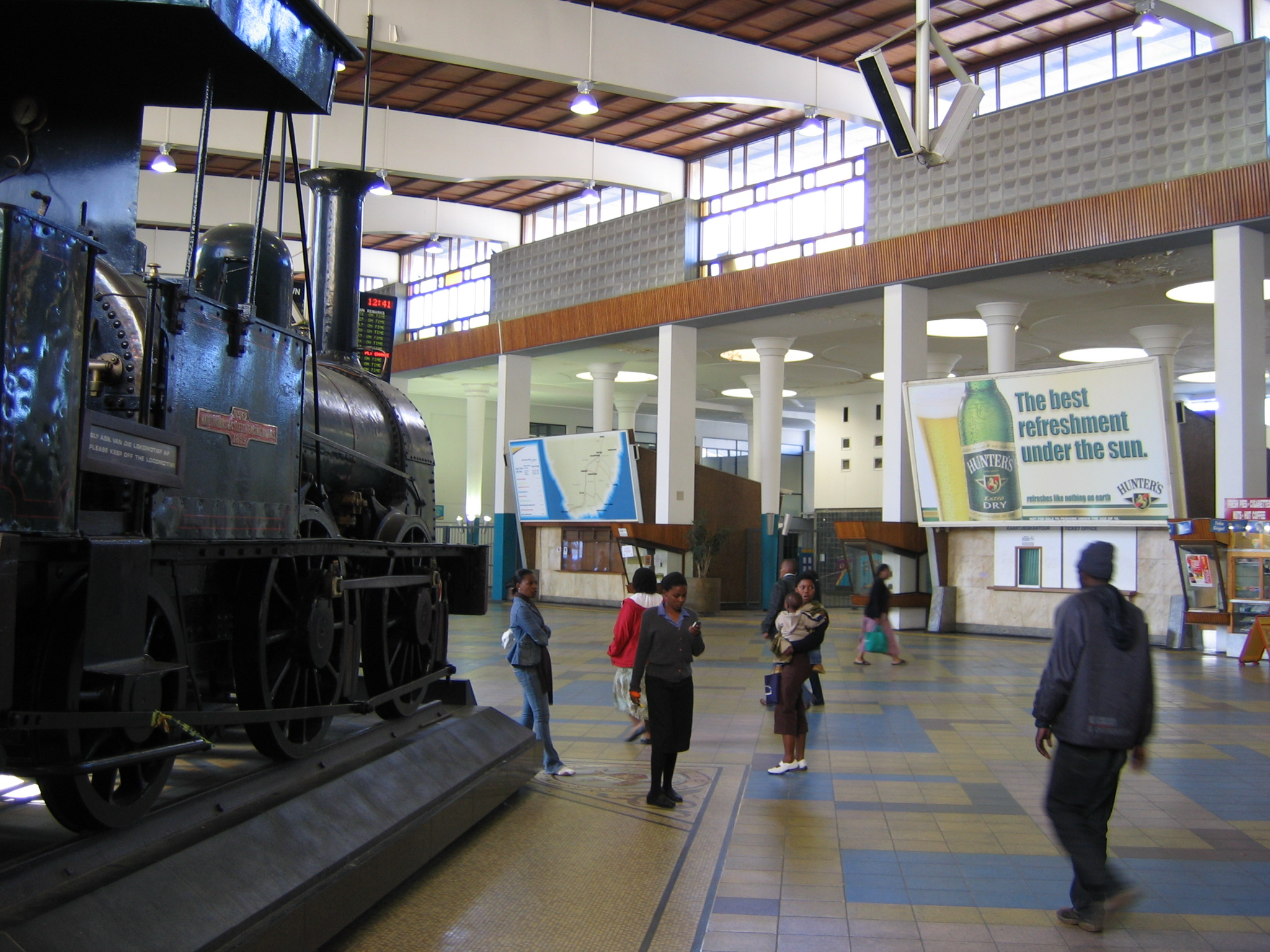
ケープタウン中央駅構内

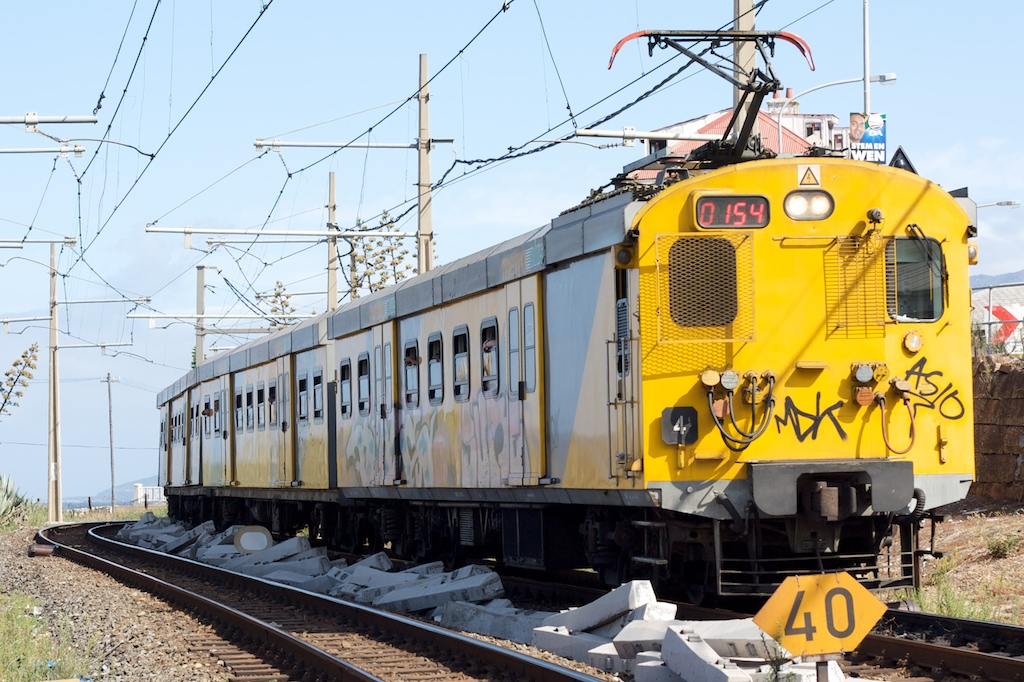
メトロレールの車両 5M2A

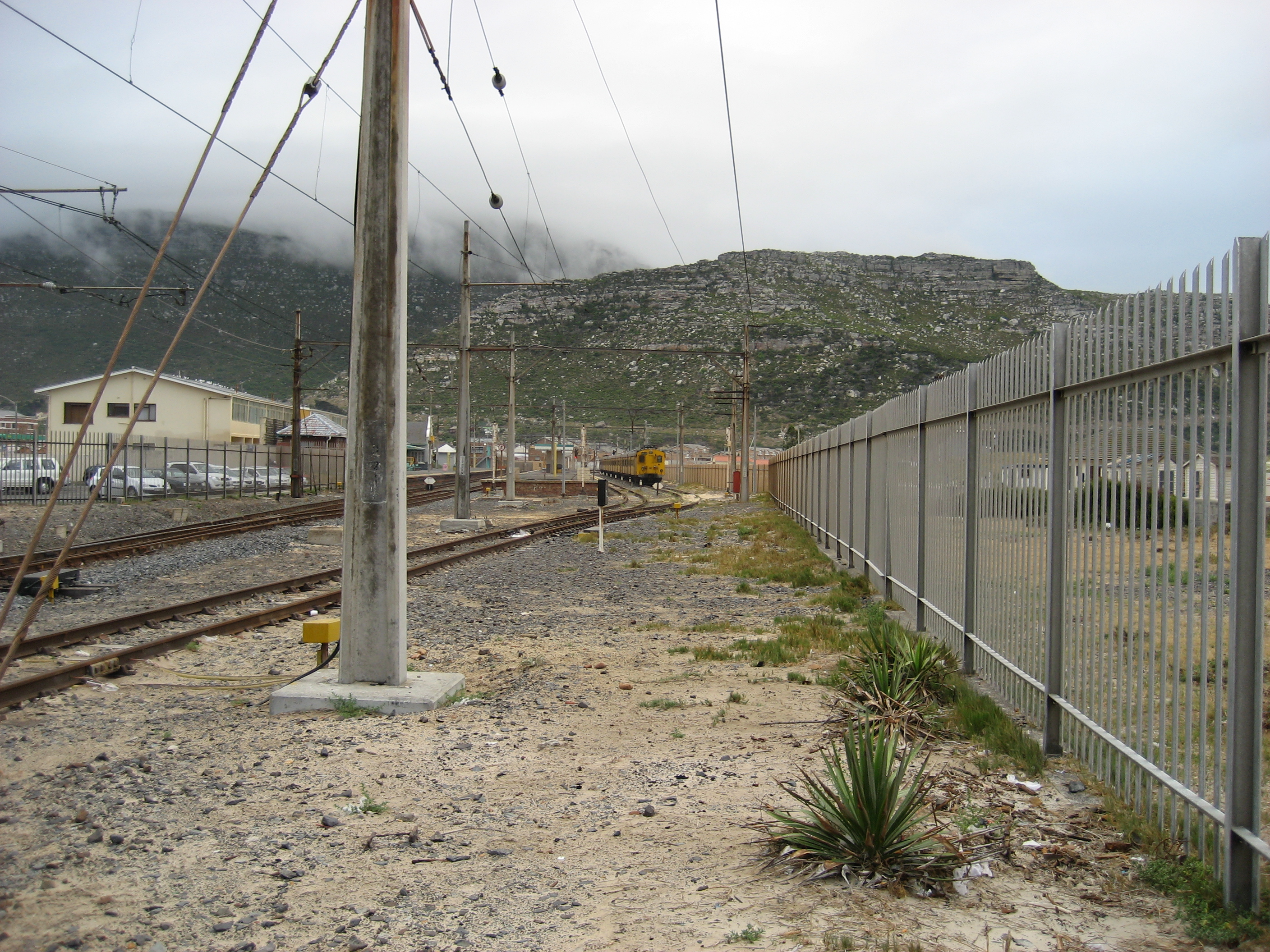
フィッシュホーク駅

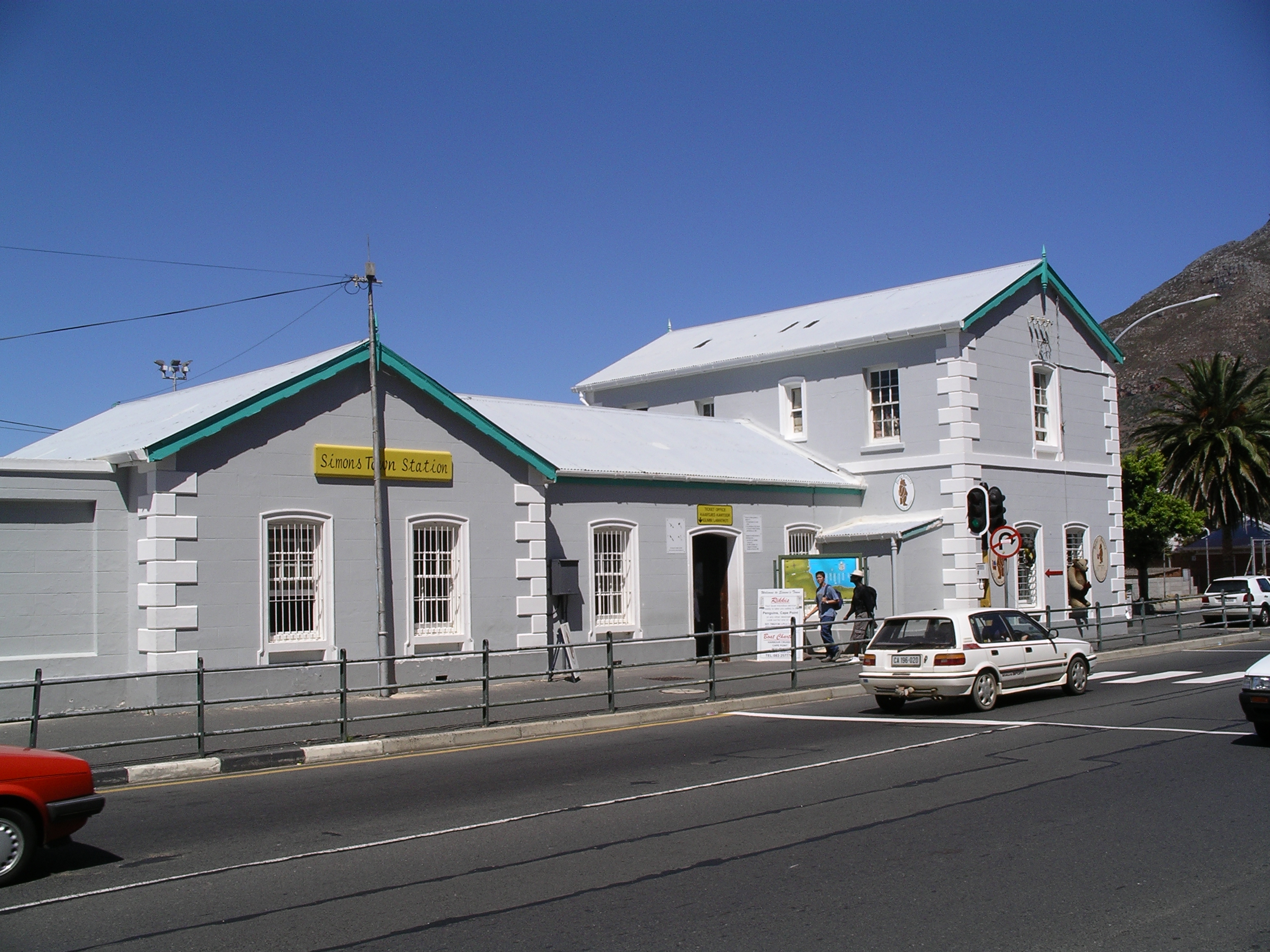
サイモンズタウン駅

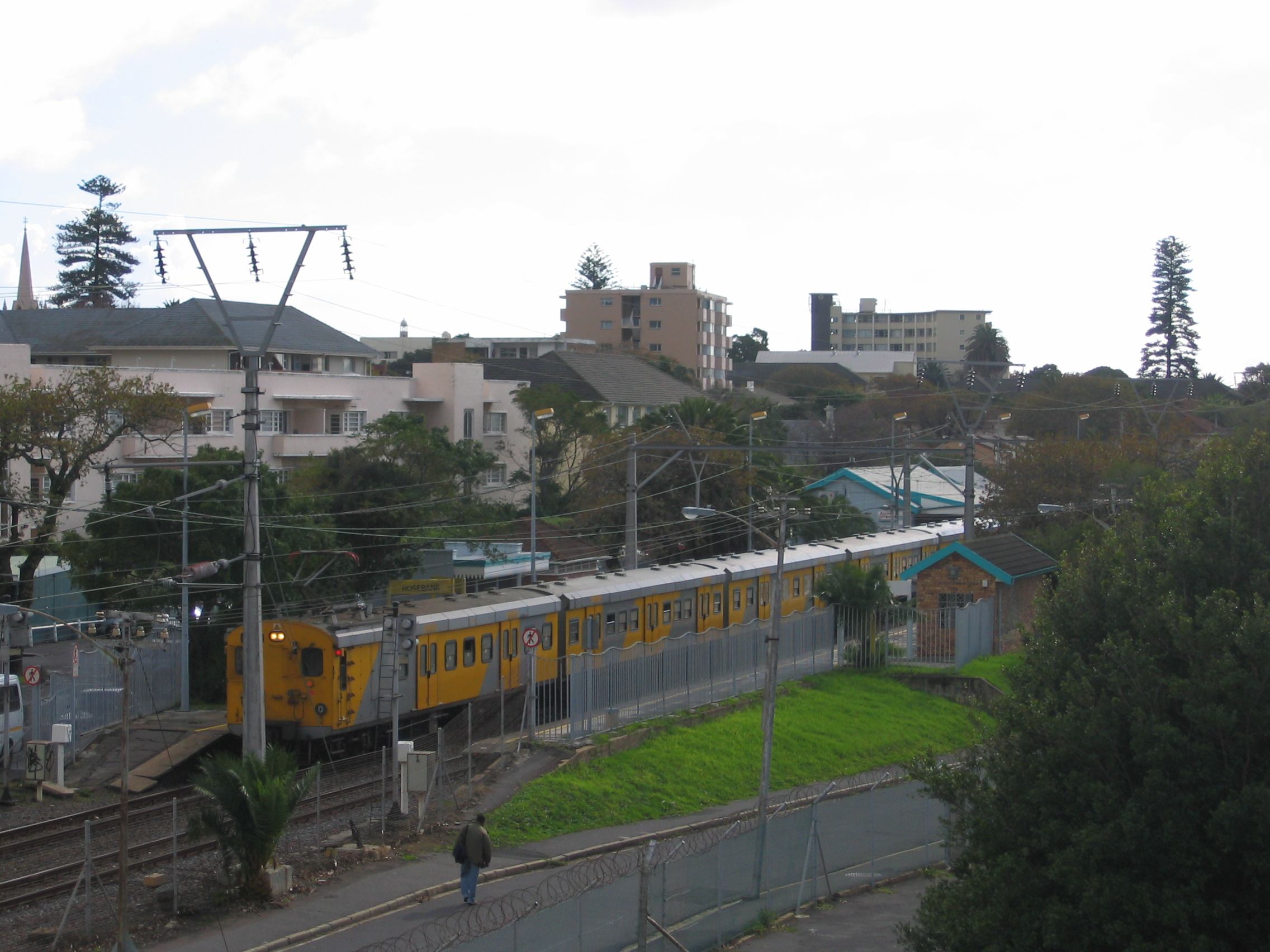
サイモンズタウン線のRosebank駅

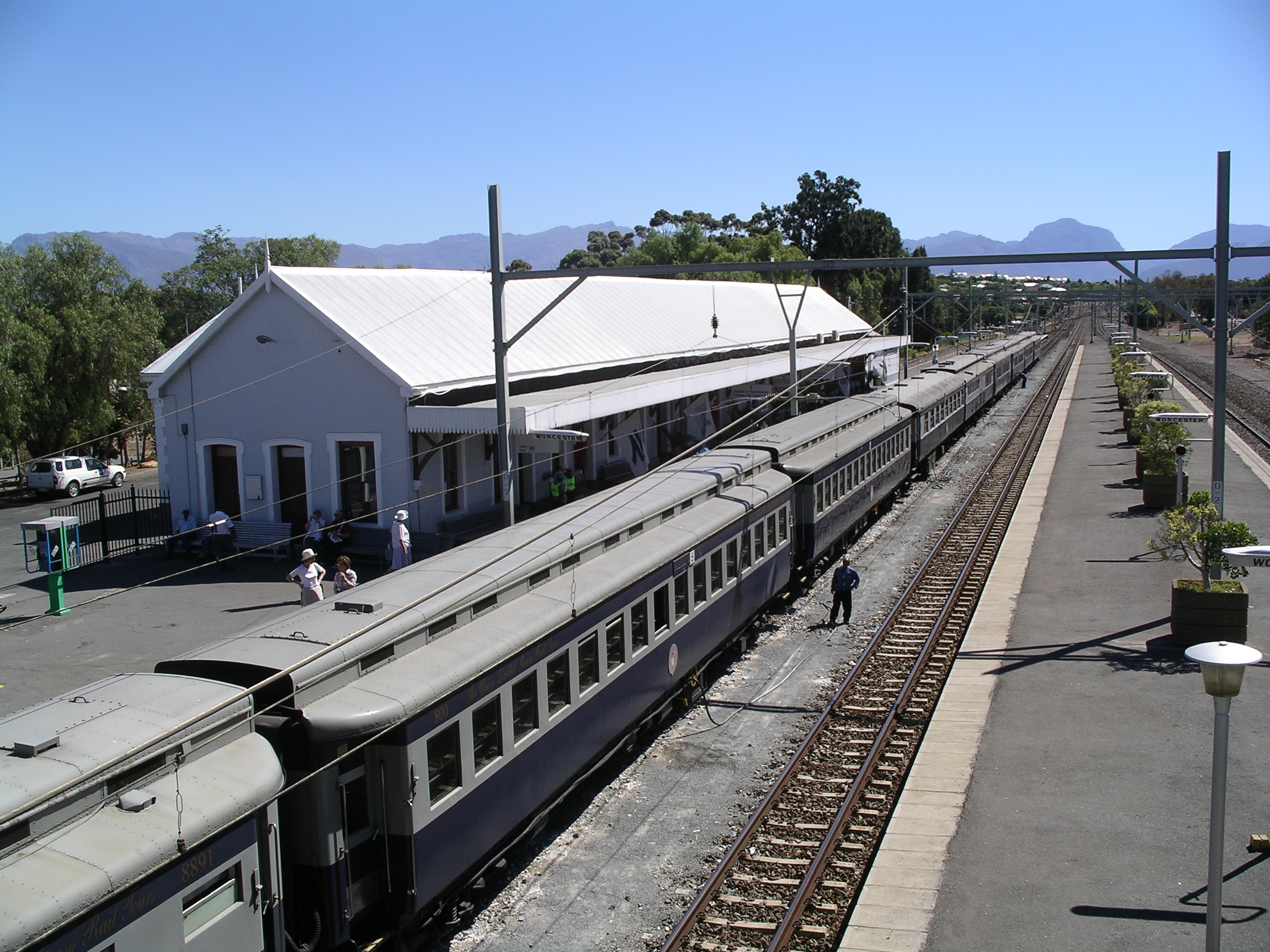
ウスター駅

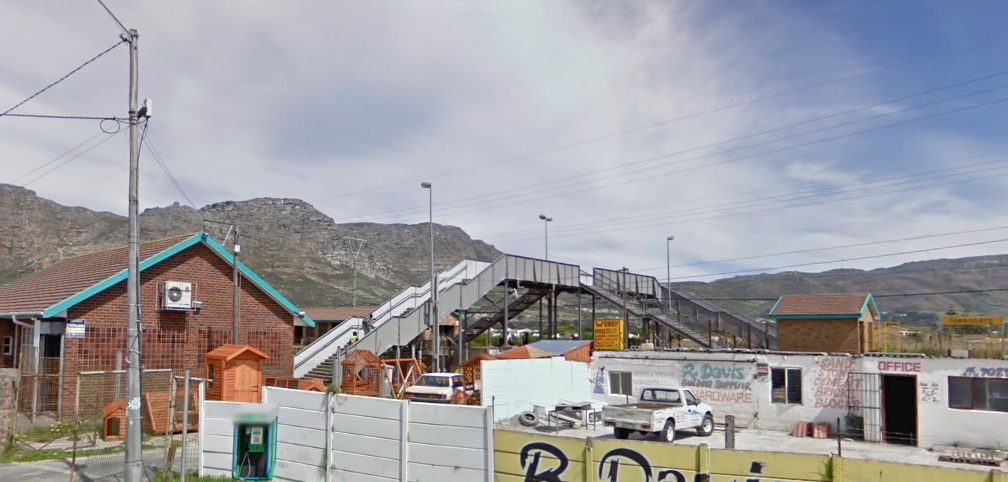
Steenberg駅

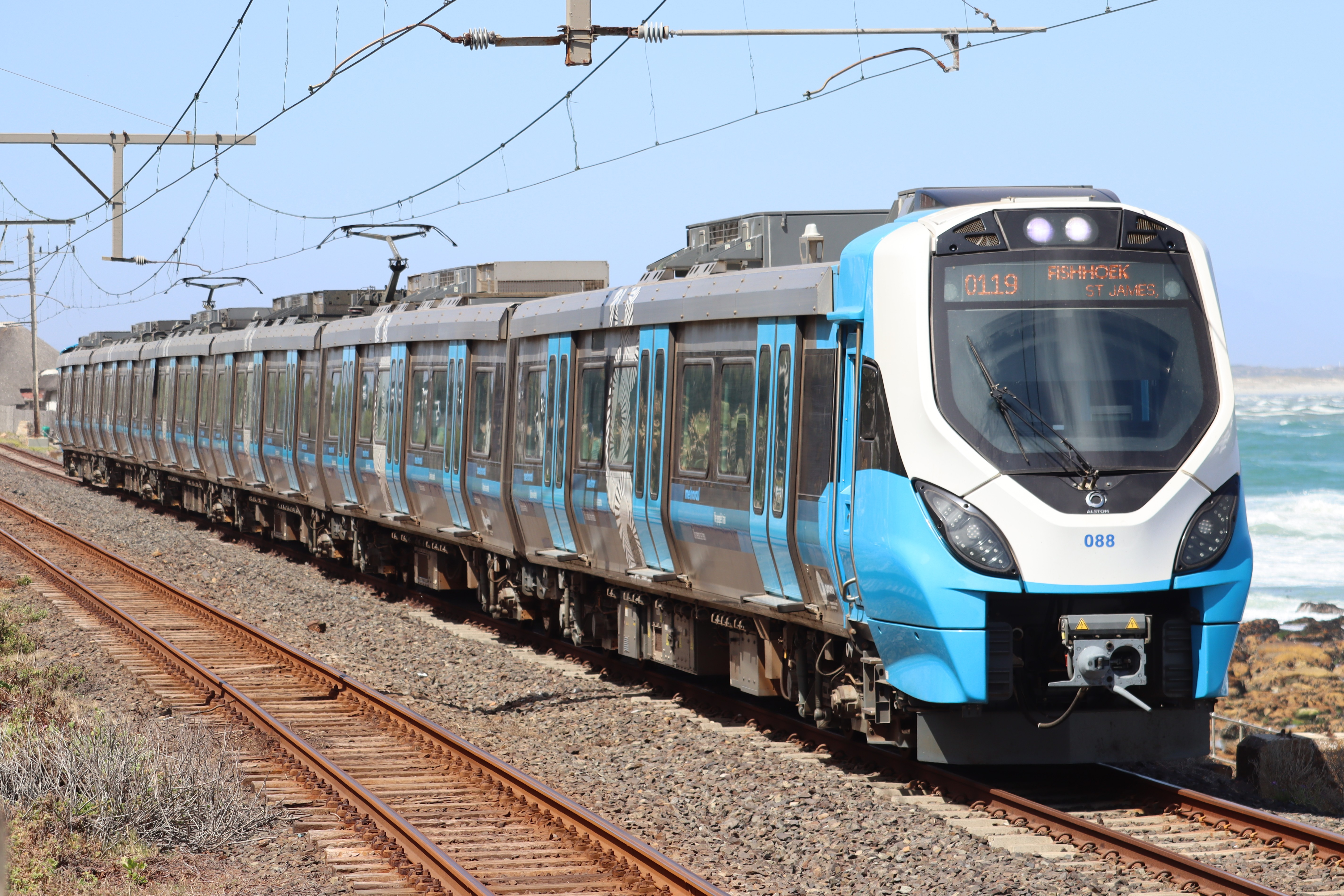
新型エクストラポリス・メガ車両

## 路線と駅

### サイモンズタウン線（南部線）
ケープタウン中央駅とサイモンズタウンを結ぶ路線で、喜望峰など行くルートとなり、観光客にも利用される。南部線（サウザンライン）とも言われる。平日日中で毎時3～5本の運転間隔となっている。しかし、フィッシュホーク駅より先は単線区間となっているため、喜望峰へのターミナルとなっているサイモンズタウン駅までの直通電車の本数は少ない。
- ケープタウン中央駅
- Woodstock
- Saltrivier(Salt River)
- Observatory
- Mowbray
- Rosebank
- Rondebosch
- Nuweland(New Lands)
- Claremont
- Harfield Road
- Kenilworth
- Wynberg
- Wittebome
- Plumstead
- Steurhof
- Diep River
- Heathfield
- Retreat
- Steenberg
- lakeside
- Valsabani
- Muizenberg
- St James
- Kalkabaai(Kalk Bay)
- Vishhoek(Fish Hoek)
- Sunny Cove
- Glencairn
- Simon’s Town

### ケープフラッツ線
ケープタウン中央駅からRetreatまでを結ぶ路線でケープタウン市内を走る。一部列車はサイモンズタウン線のフィッシュホーク駅まで直通運転を行っている。平日日中毎時2～3本の運転間隔となる。
- ケープタウン中央駅
- Woodstock
- Saltrivier(Salt River)
- Koeberg Road
- Maitland
- Ndabeni
- Pinelands
- Hazendal
- Athlone
- Crawford
- Lansdowne
- Wetton
- Ottery
- Southfield
- Heathfield
- Retreat

### セントラル線（ボンテヒアヴェル線）
ケープタウン中央駅とベルビルを結ぶ路線。Lavistown経由ベルビル行、Ysterplaat経由Chris Hani行、Saltrivierr経由Kapteinsklip行の3系統に分かれており、主にケープタウン市内を走る。
系統1･･･ケープタウン中央駅～ベルビル間。平日日中毎時1本の運転。
- ケープタウン中央駅
- Esplanade
- Ysterplaat
- Mutual
- Langa
- Bonteheuwel
- Lavistown
- Belhar
- Unibell
- Pentech
- Sarepta
- Bellville

系統2･･･ケープタウン中央駅～Chris Hani間。Bonteheuwelで系統1から分岐。平日日中毎時2本の運転。
- Bonteheuwel
- Netreg
- Heideveld
- Nyanga
- Philippi
- Stock Road
- Mandalay
- Nolungile
- Nonkqubela
- Khayelitsha
- Kuyasa
- Chris Hani

系統3･･･ケープタウン中央駅～Kapteinsklip間。系統1、2と異なり、ケープタウン中央駅からケープフラッツ線と共有するSaltrivierrとPinelandsを経由しBonteheuwelに向かい、系統2のルートを通ってKapteinsklipまでの運行となる。平日日中毎時2本の運転。
- Philippi
- Lentegeur
- Mitchell’s Plain
- Kapteinsklip

### 北部線（ベルビル線）
ケープタウン中央駅からベルビルを通り、郊外のステレンボッシュ、パール、ウェリントン、サマーセット・ウェスト、ストランドなどケープタウン大都市圏郊外の各都市とを結ぶ路線で4系統に分かれている。ラッシュ時には通過駅の多いビジネスエクスプレスがHuguenot駅までとStrand駅までの2区間に運行されている。
系統1：ケープタウン中央駅～Maitland経由～Wellington間。ケープタウン中央駅～Maitland間はサイモンズタウン線・ボンテヒアヴェル線・ケープフラッツ線（Soutrivierまで）と共通。平日日中はベルビルまでは毎時3～4本、ウェリントンまでは約1時間30分間隔での運転となる。
- Woltemade
- Mutual
- Thornton
- Goodwood
- Vasco
- Elsiesrivier
- Parow
- Tygerberg
- Bellville
- Stikland
- Brackenfell
- Eikenfontein
- Kraaifontein
- Muldersvlei
- Klapmuts
- Paarl
- Huguenot
- Dal Josafat
- Mbekweni
- Wellington

系統2：ケープタウン中央駅～Strand間。ベルビルで系統1から分岐。平日日中毎時1本程度の運行。
- Bellville
- Kuilsrivier
- Blackheath
- Melton Rose
- Eersterivier
- Faure
- Firgrove
- Somerset West
- Van Der Stel
- Strand

系統3：ケープタウン中央駅～ステレンボッシュ経由～Muldersvlei間。Ersterivierで系統2から分岐。平日日中毎時1本程度の運行。
- Eersterivier
- Lynedoch
- Vlottenburg
- Stellenbosch
- Du Toit
- Koelenhof
- Muldersvlei

系統4：ケープタウン中央駅～Ysterplaat経由～ベルビル間。この系統の電車の本数は少なく1日数本である。
- ケープタウン中央駅
- Esplanade
- Ysterplaat
- Kentemade
- Acacia Park
- Century City
- Monte Vista
- De Grendel
- Avondale
- Oosterzee
- Bellville

### マルムズベリー・ウースター線
北部線（ベルビル線）から分岐し、マルムズベリー (南アフリカ)とウスターまでの2系統を運行する路線で、運行は一日2～3本程度と非常に少ない。
マルムズベリー線：ケープタウン中央駅～Malmesbury間。Kraaifonteinから分岐
- Kraaifontein
- Fisantkraal
- Mellish
- Mikpunt
- Klipheuwel
- Wintevogel
- Kalbaskraal
- Abbotsdale
- Malmesbury

ウースター線： ケープタウン中央駅～Worcester間。Wellingtonから分岐
- Wellington
- Malan
- Soetendal
- Hermon
- Voelvlei
- Gouda
- Tulbaghweg
- Artois
- Wolseley
- Romans River
- Breë River
- Botha
- Goudini Road
- Worcester

## 運行時間
運行時間帯は多くの路線で早朝4時～21時前後。ただ、治安を考慮すると朝7時頃から午後3時頃までの利用が望ましいとされる。ラッシュ時間帯は1時間に4～10本、日中は10～60分間隔での運行となる路線が多い。また、土日や祝日は本数は少ない。

## 運賃
ゾーン制となっており、距離によって決まる。また、メトロ（2等）/メトロプラス（1等）の2区分がある。左から、メトロ/メトロプラス。
時間帯によっては、昼間など割引されることがある。
- ゾーン1（1～10㎞）:7.00/ 9.50ランド
- ゾーン2（11～19㎞）:7.50/10.50ランド
- ゾーン3（20～30㎞）:8.50/12.50ランド
- ゾーン4（31～40㎞）:9.50/15.50ランド
- ゾーン5（41～135㎞）:12.00/18.50ランド
- ゾーン5（136～200km）:17.00/22.50ランド

## 電車内の治安と安全について
一般に南アフリカの電車は「危険である」と報じられるが、ケープタウンのメトロレールは
- 日中のみの1等車の利用に限定する
- 個人での利用を控え常に集団で利用する
- 貴重品を厳重に管理する又は携帯しない等

の基本的な注意さえ怠らなければ安全に利用できる。政府も外国人観光客がメトロレールを安全に利用できるようにSAPSという鉄道警察を設置し治安対策を強化している。特に観光地である喜望峰方面やワインランド方面へ向かう電車は安全に利用でき、白色人種や観光客の利用も珍しくない。